# 日本郵政建築
日本郵政建築株式会社（にっぽんゆうせいけんちく、英: Japan Post Architecture and Engineering Co., Ltd.）は、日本郵政の子会社として2024年4月に設立された会社である。東京都千代田区大手町二丁目の大手町プレイスに本社を置く。

## 概要
日本郵政建築株式会社は、日本郵政グループが保有する不動産の活用を技術的側面から支えるために設立さた。主要都市に配置された建築・設備の専門技術者が、建物のライフサイクル全般にわたる業務を行っている。具体的には、建築物等の調査・企画、設計・工事監理、コンストラクションマネジメント、建築物等の管理及び運営維持に関する支援などを行っている。

## 沿革
出典
- 1886年（明治19年）逓信省会計局用度課発足（建築インハウス組織）
- 1949年（昭和24年）逓信省を分割し、郵政省と電気通信省を設立 郵政省建築部発足
- 1996年（平成8年） 郵政省施設部発足
- 2001年（平成13年）郵政事業庁施設情報部発足
- 2003年（平成15年）日本郵政公社ネットワーク企画部門発足
- 2004年（平成16年）日本郵政公社施設部門発足
- 2007年（平成19年）郵政民営化 日本郵政グループ発足、日本郵政株式会社CRE部門ファシリティマネジメント部発足
- 2010年（平成22年）日本郵政株式会社不動産部門施設部発足
- 2024年（令和6年）日本郵政建築株式会社設立